# Remilly Les Marais
Remilly Les Marais is een gemeente in het Franse departement Manche (regio Normandië). De plaats maakt deel uit van het arrondissement Saint-Lô. Remilly Les Marais is op 1 januari 2017 ontstaan door de fusie van de gemeenten Les Champs-de-Losque, Le Mesnil-Vigot en Remilly-sur-Lozon. De gemeente telde 1.064 inwoners op 1 januari 2022.

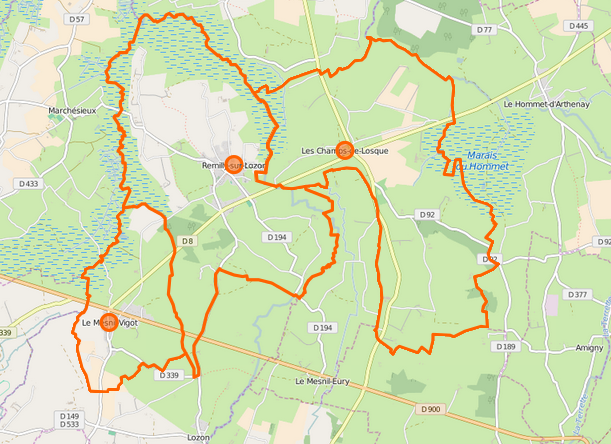
Kaart van fusie met omgeving

## Geografie
De oppervlakte van Remilly Les Marais bedroeg op 1 januari 2022 22,13 vierkante kilometer; de bevolkingsdichtheid was toen 48,1 inwoners per km².

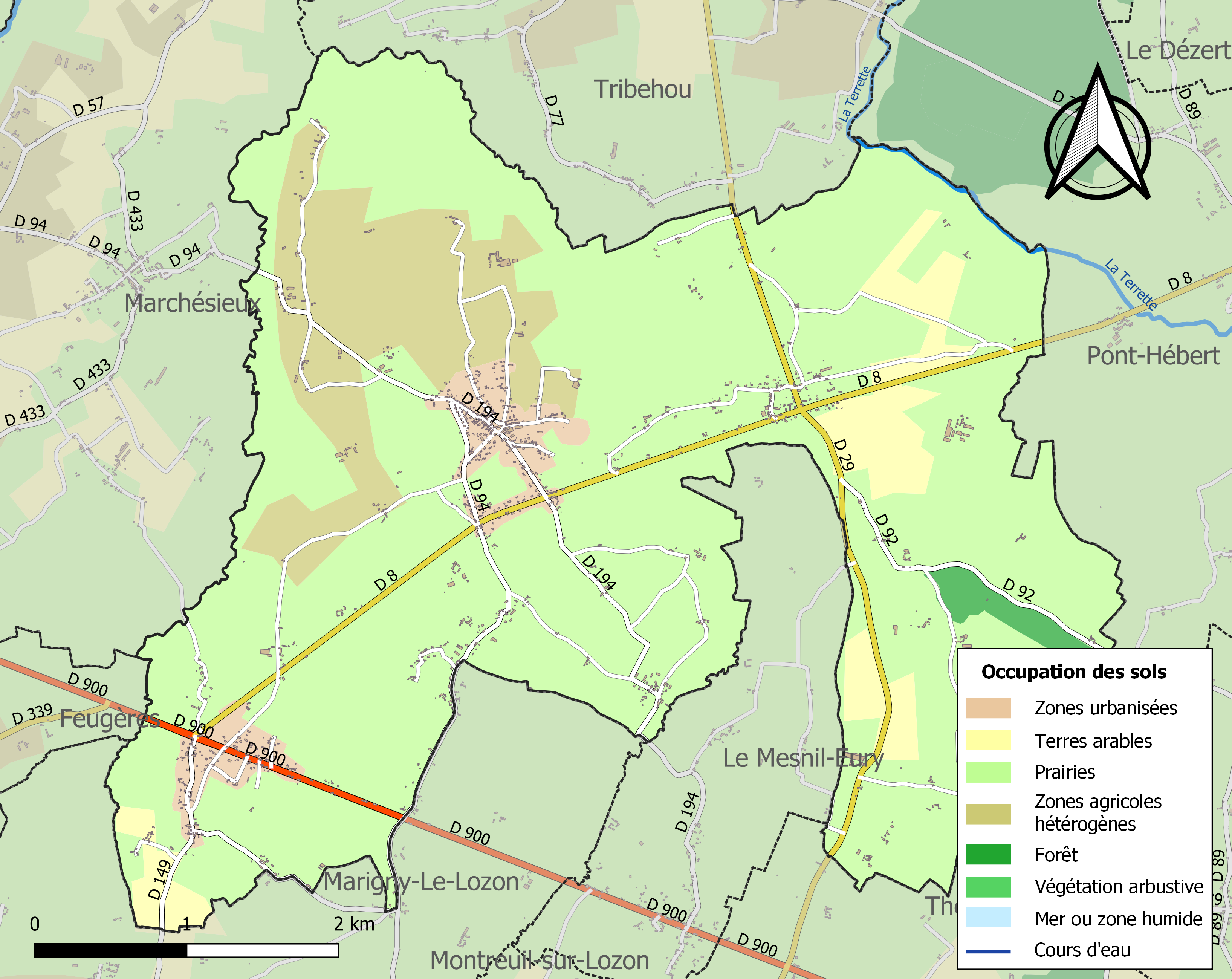
Kaart van de gemeente met de belangrijkste infrastructuur, bodemgebruik en omliggende gemeenten